# Зеленогорское шоссе
Зеленого́рское шоссе́ — шоссе в посёлках Солнечное, Репино, Комарово и городе Зеленогорске Курортном районе Санкт-Петербурга. Проходит от Приморского шоссе до улицы Красных Курсантов. Далее продолжается улицей Красных Курсантов.

## История
Название Зеленогорское шоссе было присвоено 14 января 1974 года. Оно связано с тем, что шоссе ведет в Зеленогорск.
Шоссе включило в себя несколько существовавших улиц. В Комарове участок от переулка Связи до улицы Лейтенантов с начала XX века входил в состав Вокзальной улицы, впоследствии переименованной в улицу Лейтенантов. Несмотря на включение участка в состав Зеленогорского шоссе, на нем по сей день сохраняется нумерация по улице Лейтенантов (в частности, дома 27, 31, 39).
Первоначально шоссе шло от Приморского шоссе до проспекта Ленина в Зеленогорске; 31 декабря 2008 года его продлили от проспекта Ленина до улицы Красных Курсантов.
В 2013 году на 2-м километре Зеленогорского шоссе была построена крупная дорожная развязка с Западным скоростным диаметром и Скандинавским шоссе.
В 2014—2015 годах был реконструирован перекресток Зеленогорского шоссе и проспекта Ленина. Там были созданы две дополнительные полосы, образованные за счет частичной вырубки Верхнего сквера. Работы по заказу дирекции транспортного строительства вело ЗАО «АБЗ-Дорстрой», входящее в группу «АБЗ-1».

## Транспорт
Железнодорожные платформы: Солнечное, Репино, Комарово, Зеленогорск.

## Пересечения

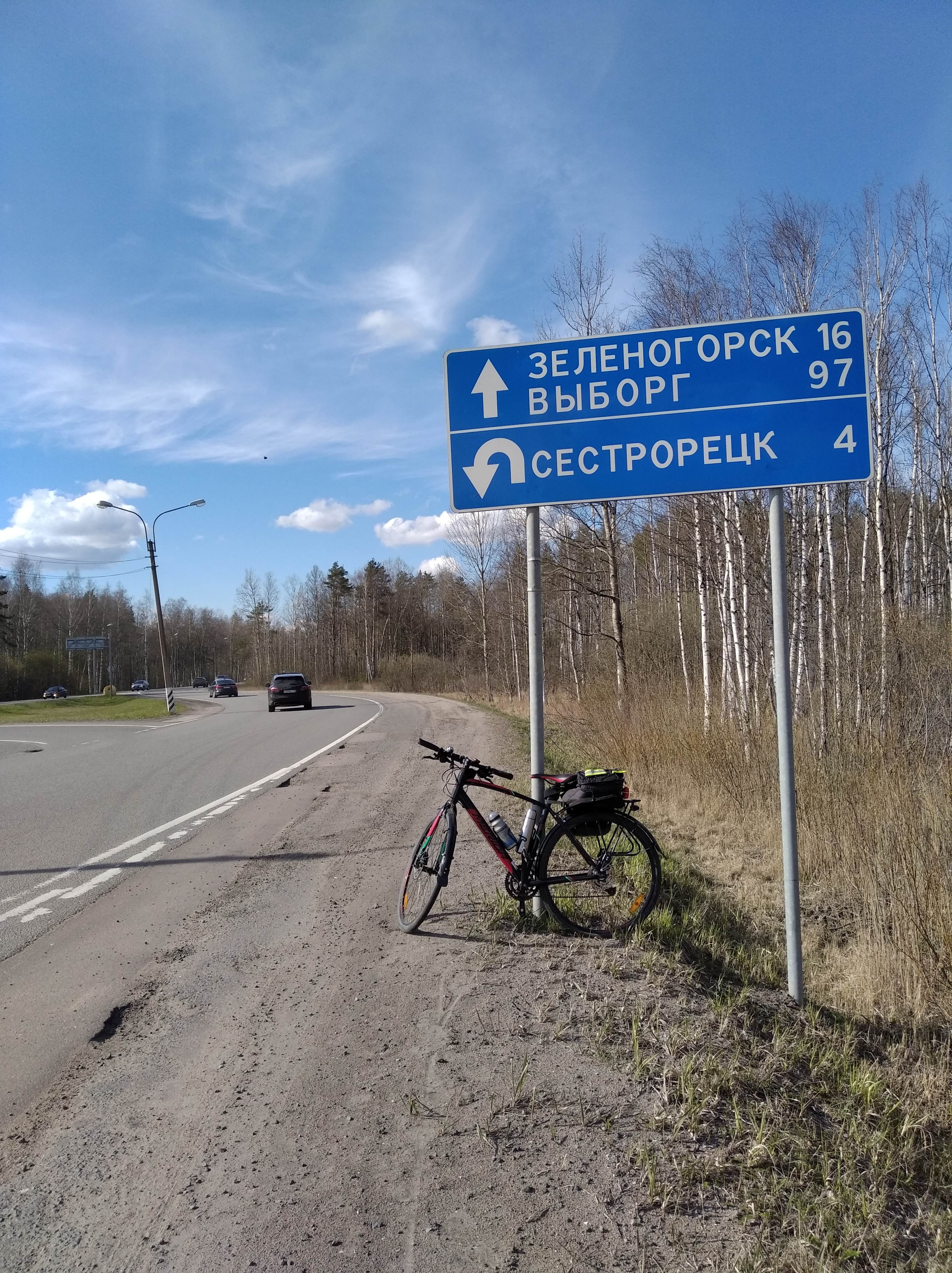
Зеленогорское шоссе неподалёку от развилки на Белоостров

Солнечное:
- Приморское шоссе
- поворот к Скандинавскому шоссе
- Вокзальная улица
- Улица Танкистов
- Северная улица
- Лесная улица

Репино:
- Луговая улица
- Нагорная улица
- Прямая улица
- Вокзальная улица
- Большой проспект
- Дальняя улица
- Новгородская улица

Комарово:
- Переулок Связи
- Улица Связи
- Улица Дружбы
- Лесной проспект
- Октябрьская улица
- Улица Отдыха
- Советская улица
- Улица Лейтенантов
- Кавалерийская улица
- Морская улица
- Улица Лейтенантов

Зеленогорск:
- Улица Танкистов
- Хвойная улица
- Александровская улица
- Полевая улица
- Разъезжая улица
- Дальняя улица
- Проспект Ленина / Служебная улица
- Гостиная улица
- Улица Красных Курсантов